# Henry Litolff
Henry Charles Litolff (7 de agosto de 1818 - 5 de agosto de 1891) foi um pianista virtuoso, compositor de música romântica e editor de música. Um compositor prolífico, ele é hoje conhecido principalmente por um único trabalho breve - o scherzo de seu Concerto Symphonique nº 4 em ré menor - e lembrado como o fundador da Coleção Litolff, uma marca altamente conceituada de publicação de partituras de música clássica. 

## Biografia
Henry Litolff nasceu em Londres, em 1818, filho de uma mãe escocesa, Sophie (nascida Hayes), e de um pai da província francesa da Alsácia, Martin Louis Litolff. O pai, um violinista, havia sido feito prisioneiro de guerra enquanto servia como músico no exército napoleônico, durante a Guerra Peninsular. 
Seu pai ensinou ao menino Henry os rudimentos da música, e em 1830, aos doze anos, ele tocou para o renomado virtuoso pianista Ignaz Moscheles, que ficou tão impressionado que lhe deu aulas gratuitas a partir daquele mesmo ano. Litolff passou a apresentar-se em concertos desde os quatorze anos. Suas lições com Moscheles continuaram até 1835, quando, aos 17 anos, Litolff se casou abruptamente com Elisabeth Etherington, de 16 anos de idade. O casal mudou-se para Melun e depois para Paris.
Ele se separou de Elisabeth em 1839, e se mudou para Bruxelas. Por volta de 1841, Litolff mudou-se para Varsóvia, onde acredita-se que ele tenha conduzido a orquestra do Teatr Narodowy (Teatro Nacional). Em 1844 ele viajou para a Alemanha, onde deu concertos e ensinou o futuro pianista-maestro Hans von Bülow.
No ano seguinte, Litolff retornou à Inglaterra com a ideia de finalmente se divorciar de Elisabeth; mas o plano não saiu como esperado e ele acabou não apenas pesadamente multado, mas também aprisionado. Ele conseguiu fugir para a Holanda, aparentemente ajudado pela filha do carcereiro.
Litolff tornou-se amigo do editor de música Gottfried Meyer, de Brunsvique, na Alemanha, e, após a morte de Meyer, ele se casou com sua viúva Julie, em 1851 (tendo finalmente obtido o divórcio de Elisabeth, como novo cidadão de Brunsvique). Enquanto casado com Julie, a editora GM Meyer (que ele vinha administrando com sucesso, e que viria a se tornar a Editora Litolff) cresceu substancialmente. Este segundo casamento durou até 1858, quando ele se divorciou dela e mais uma vez mudou-se para Paris. Após o divórcio, a editora passou a ser administrada pelo filho adotivo de Litolff, Theodor Litolff (1839-1912). Em Paris, ele encontrou uma terceira esposa, Louise de La Rochefoucauld; e, após a morte desta em 1873, uma quarta esposa (uma enfermeira que anteriormente cuidara dele durante uma doença). Litolff morreu em Bois-Colombes, perto de Paris, em 1891, pouco antes do seu aniversário de setenta e três anos. 

## Trabalho
Seus trabalhos mais notáveis foram os cinco concertos sinfonicos, essencialmente sinfonias com piano obbligato. O primeiro, em ré menor, perdeu-se; os outros (não mais presentes no repertório comum de concertos, mas disponíveis em gravações modernas) são: 
- Concerto Symphonique nº. 2 em Si menor, op. 22 (1844)
- Concerto Symphonique nº. 3 em Mi bemol maior, op. 45 (c. 1846)
- Concerto Symphonique nº. 4 em ré menor, op. 102 (c. 1852)
- Concerto Symphonique nº. 5 em dó menor, op. 123 (c. 1867)

Embora sua música fosse admirada por Franz Liszt , e Litolff fosse o dedicado do próprio Primeiro Concerto para Piano de Liszt, com o tempo sua música perdeu apelo. A única composição de Litolff que ainda é regularmente apresentada é um scherzo à moda de Felix Mendelssohn do Concerto Symphonique nº. 4. 

O Drame symphonique nº. 1 Maximilien Robespierre, op. 55, foi uma das obras de Litolff conduzidas na véspera de natal de 1925, por Iuri Faier no Teatro Bolshoi, em Moscou, para acompanhar a primeira exibição do filme Bronenosets Potemkin de Sergei Eisenstein.